# ORP Wodnik

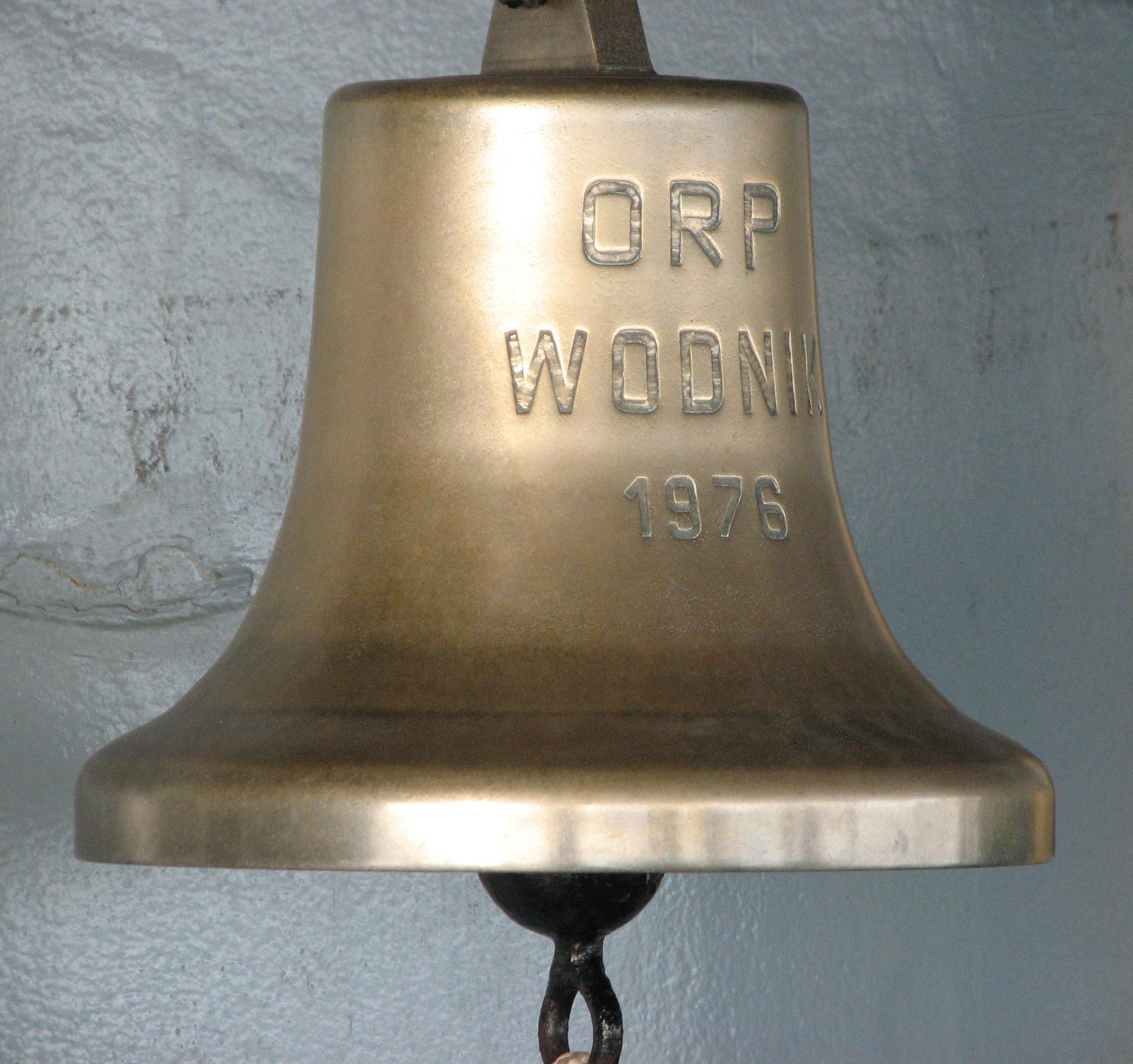
Dzwon okrętowy na ORP "Wodnik".

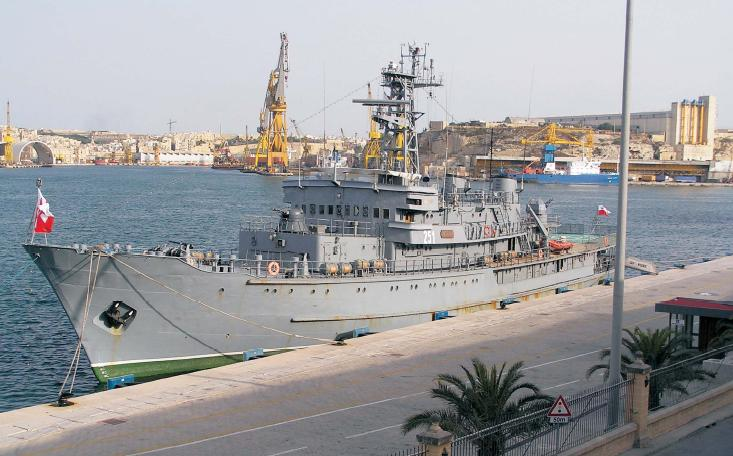
ORP "Wodnik" w 2005 roku

ORP "Wodnik" (nr burtowy 251) – okręt szkolny projektu 888, typu Wodnik, który został zbudowany w gdańskiej Stoczni Północnej. Podniesienie bandery nastąpiło 28 maja 1976 roku.
Podczas wojny w Zatoce Perskiej przebudowany na okręt szpitalno-ewakuacyjny. Obecnie, oprócz zadań szkoleniowych, pełni również funkcję okrętu-bazy.
Pierwotnie okręt miał uzbrojenie artyleryjskie w postaci dwóch stanowisk podwójnie sprzężonych działek przeciwlotniczych kalibru 30 mm AK-230 z radarem artyleryjskim MR-104. Uzbrojenie zdemontowano przy adaptacji na okręt szpitalny, a później po powrocie do roli szkolnej zredukowano je do jednego stanowiska dziobowego z uwagi na zabudowanie na rufie lądowiska dla śmigłowca. Po powrocie do roli szkolnej uzupełniały je dwa stanowiska podwójnie sprzężonych działek przeciwlotniczych ZU-23-2M Wróbel kalibru 23 mm na rufie. Działka małokalibrowe zdjęto jednak po wyczerpaniu ich resursów i uzbrojenie ograniczono do wielkokalibrowych karabinów maszynowych WKM-B kalibru 12,7 mm.

## Służba
W dniach 4–26 maja 1983 roku okręt wziął udział w wielkich ćwiczeniach sił Marynarki Wojennej o kryptonimie Reda-83, otrzymując wyróżnienie dowódcy MW. „Wodnik” został wysłany na wody Zatoki Perskiej wraz z ORP „Piast”, w charakterze okrętu szpitalno-ewakuacyjnego. W nocy z 15 na 16 lutego 1991 „Wodnik” stał w porcie Al-Dżubajl w Arabii Saudyjskiej, który po przybyciu amerykańskiego okrętu desantowego USS „Tarawa” stał się celem ataku rakietowego Irakijczyków. O godz. 2.07 jedna rakieta Al Hussein wpadła do basenu portowego, w odległości 125 m od „Wodnika”, jej głowica jednak nie eksplodowała, dzięki czemu okręt uniknął poważnego uszkodzenia.
ORP „Wodnik” reprezentował polską marynarkę m.in. w obchodach 50. rocznicy napaści Niemiec na Norwegię w Narwiku (1990), 50. rocznicy desantu w Normandii (1994), 500. rocznicy odkrycia Brazylii w Rio de Janeiro (2000) i VIII Zlocie Marynarek Wojennych Świata w Bombaju (2001).
Na początku 2018 roku okręt odbył rejs szkolny na Morze Śródziemne i do Kuwejtu, po raz pierwszy także z podchorążymi z Arabii Saudyjskiej, Kataru i Kuwejtu studiującymi w Akademii Marynarki Wojennej w Gdyni.
W 2020 roku okręt został wyremontowany i zmodernizowany w szczecińskiej stoczni Net Marine - Marine Power Service.
W lipcu 2021 roku ORP „Wodnik” podczas rejsu szkoleniowego odwiedził Halifax w Kanadzie, spotykając się m.in. z miejscową Polonią. W dniach 5–8 maja 2022 roku „Wodnik” podczas rejsu szkolnego uczestniczył w uroczystościach w Cowes w Wielkiej Brytanii upamiętniających 80. rocznicę obrony miasta z udziałem polskiego niszczyciela ORP „Błyskawica” przed niemieckim nalotem podczas II wojny światowej. Między 19 czerwca a 8 sierpnia 2024 roku okręt odbył kolejny rejs szkolny na Morze Śródziemne, odwiedzając Ceutę i Split.

## Przydział
- Flotylla: 3 Flotylla Okrętów
- jednostka: dywizjon Okrętów Wsparcia